# Iacobus
Iacobus es una novela histórica de aventuras escrita por Matilde Asensi y fue publicada por editorial Plaza & Janés en el año 2000. Está ambientada en la época del final de las cruzadas, en el momento de la disolución de la orden de los templarios. 

## Reseña
Galcerán de Born, un monje de una orden militar, la Orden del Hospital, tras varios años de ausencia en los que se ha dedicado íntegramente a prestar sus conocimientos médicos a su Orden, así como sus grandes dotes deductivas, regresa a la península ibérica con un objetivo doble: por una parte, hacerse cargo de la traducción de ciertos libros que, por sus singulares contenidos tienen una importancia vital para Los Hospitalarios. Por otra, intentar localizar a un mozalbete que fue abandonado en un recinto religioso al poco de nacer y cuyas únicas señas de identidad son su nombre, García, y un colgante que acompañaba al bebé.
Sin embargo, pronto es llamado para una importante misión que procede nada más y nada menos que de Su Santidad El Papa Juan XXII, quien conocedor de sus dotes deductivas y sus amplios conocimientos, le envía a investigar la misteriosa muerte de su antecesor, el papa Clemente V y la del rey Felipe IV de Francia, tras la ejecución del Gran Maestre de la Orden del Temple. 
Acompañado por el joven novicio García y con la ayuda de una hechicera judía que conocerán en París, Galcerán desentrañará una trama más allá de las muertes del Clemente V y Felipe IV, descubriendo el inmenso poder oculto de la orden templaria.